# Chemiré-le-Gaudin
Chemiré-le-Gaudin is een gemeente in het Franse departement Sarthe (regio Pays de la Loire) en telt 901 inwoners (1999). De plaats maakt deel uit van het arrondissement La Flèche.

## Geografie
De oppervlakte van Chemiré-le-Gaudin bedraagt 22,8 km², de bevolkingsdichtheid is 39,5 inwoners per km².
De onderstaande kaart toont de ligging van Chemiré-le-Gaudin met de belangrijkste infrastructuur en aangrenzende gemeenten.

## Demografie
Onderstaande figuur toont het verloop van het inwonertal (bron: INSEE-tellingen).
1. ↑  Populations de référence 2022.